# Élections législatives ivoiriennes de 2000
Les élections législatives ivoiriennes de 2000 ont lieu le 10 décembre 2000, cinq mois après le Référendum sur la Deuxième République. Il s'agit de la Ire législature. Elle devait au départ durer cinq ans. Mais, les années qui suivront feront que Laurent Gbagbo fera des choix qui feront augmenter la législature.
Les résultats aboutiront pour la première fois à la victoire du Front populaire ivoirien devant le Parti démocratique de Côte d'Ivoire pour la première fois depuis la fin du parti unique en 1990. Car, en 1990 et 1995, c'est tout de même le parti d'Henri Konan Bédié qui a remporté les élections.
Pour la première fois, le Parti démocratique de Côte d'Ivoire est peu représenté dans un gouvernement et le Front populaire ivoirien compose de beaucoup le gouvernement de Gouvernement de Pascal Affi N'Guessan.
Cette élection fut cependant marquée par le boycott du parti d'Alassane Ouattara, inéligible. Cependant, certains membres se présentent tout de même et entrent à l'Assemblée nationale.

## Composition de l'Assemblée nationale
|  | Nom                                 | Sièges |
|  | ----------------------------------- | ------ |
|  | Front populaire ivoirien            | 96     |
|  | Parti démocratique de Côte d'Ivoire | 94     |
|  | Rassemblement des républicains      | 5      |
|  | Parti ivoirien des travailleurs     | 4      |
|  | Union démocratique de Côte d'Ivoire | 1      |
|  | Mouvement des forces de l’avenir    | 1      |
|  | Indépendants                        | 22     |
|  | Vacant                              | 2      |
|  | Total                               | 225    |